# Abdel
Cette page présente le prénom Abdel ainsi que ses variantes.
Abdel est un diminutif des prénoms de langue arabe composés sur le préfixe Abd-al (arabe : عبد ال), qui signifie « serviteur de ».

## Variantes
Nous retrouvons une première occurrence de ce prénom dans la Bible, Abdeel dans le livre de Jérémie, 36:26 : 

« Le roi ordonna à Jerachmeel, fils du roi, à Seraja, fils d'Azriel, et à Schélémia, fils d'Abdeel, de saisir Baruc, le secrétaire, et Jérémie, le prophète. Mais l'Eternel les cacha. »

## Personnalités portant ce prénom
- Fatine Abdel Wahab – réalisateur égyptien.
- Hisham Abdel Khalek – producteur de cinéma, réalisateur et scénariste égyptien.
- Mohamed Abdel Monsef – footballeur égyptien.
- Mohammed Abdel Wahab – musicien égyptien.
- Sayed Abdel Hafeez – joueur de football égyptien.